# Heinrich Muth
Heinrich Ernst Muth (* 11. Januar 1903 in Elberfeld; † 10. Juli 1989 in Haan) war ein deutscher KPD-Funktionär und Widerstandskämpfer gegen das NS-Regime. Nach dem Zweiten Weltkrieg wurde er als V-Mann der Geheimen Staatspolizei (Gestapo) verurteilt.

## Politischer Werdegang
Heinrich Muth lernte den Beruf eines Polsterers. Gemeinsam mit seinem älteren Bruder Willi schloss er sich nach dem Ersten Weltkrieg der Freien Jugend Morgenröte (FJM) an, einer anarchischen Organisation, deren Vorsitzender sein Bruder Willi Anfang der 1920er Jahre wurde.
Im Jahr 1928 zog Muth nach Lüdenscheid, trat dort der Kommunistischen Partei Deutschlands (KPD) bei und wurde Sprecher der KPD-Fraktion im Stadtrat und hauptamtlicher Landessekretär für die Landarbeit der Partei. 1932 war er einige Monate Sekretär des Unterbezirks Mönchengladbach der KPD.

## Widerstand und V-Mann
Nach der „Machtergreifung“ durch die Nationalsozialisten wurde Heinrich Muth im März 1933 im Schutzhaftlager Benninghausen und anschließend bis Mai 1934 im Lager Papenburg inhaftiert. Nach seiner Haftentlassung zog er nach Wuppertal und arbeitete dort im Widerstand mit. Als sein Bruder Willi verhaftet wurde, organisierte er die Flucht von dessen Frau Cläre in die Niederlande. Anfang Februar 1935 wurde er selbst von der Gestapo verhaftet. Um einer längeren Inhaftierung zu entgehen, stellte Muth sich der Gestapo als V-Mann zur Verfügung. Er soll Genossen aus Hagen und Lüdenscheid an die Gestapo verraten haben, aber andererseits weiter illegal weitergearbeitet haben. Als die Gestapo dies erfuhr, verhaftete sie ihn am 14. Mai 1935 erneut. Das Oberlandesgericht Hamm verurteilte ihn im Rahmen der Wuppertaler Gewerkschaftsprozesse zu einer Haftstrafe von drei Jahren und sechs Monaten.
Nach Verbüßung seiner Strafe in verschiedenen Haftanstalten wurde Heinrich Muth in das KZ Sachsenhausen verlegt. Im Oktober 1943 wurde er entlassen und kurze Zeit später von der Gestapo in der Dortmund-Hörder Hüttenunion als V-Mann eingesetzt. Anfang Februar 1945 verhaftete die Gestapo aufgrund seiner Informationen 44 Männer und Frauen, von denen 28 zusammen mit Zwangsarbeitern und Kriegsgefangenen Ostern 1945 in Dortmund ermordet wurden.

## Nach dem Zweiten Weltkrieg
Nach dem Einmarsch der alliierten Truppen engagierte sich Muth in der Lüdenscheider Antifa. Im Mai 1945 wurde er festgenommen, den britischen Besatzungsbehörden übergeben und blieb bis Januar 1948 in Haft. Er bekam Arbeit beim Möbelunternehmen Fudickar in Wuppertal und wurde zum Betriebsrat gewählt.
Muth, der seine Tätigkeit als V-Mann immer abstritt, wurde am 3. Oktober 1948 aufgrund eines Haftbefehls des Amtsgerichts Dortmund erneut verhaftet. In einem Prozess gegen ihn und Dortmunder Gestapobeamte erhielt Muth die höchste Strafe von zehn Jahren Zuchthaus.
In der Publikation Dortmund unter dem Hakenkreuz der Gewerkschaft Erziehung und Wissenschaft schreiben die Autoren: „Die Bedeutung des Spitzels Muth für die Durchführung der Verhaftungen ist heute nach neueren Nachforschungen umstritten. 1952 wurde der Prozeß gegen Muth und andere geführt. […] In dem Prozeß wurde Muth als der Hauptschuldige betrachtet. Er wurde zu 10 Jahren Zuchthaus verurteilt. 15 Angeklagte wurden freigesprochen. Die Strafen für Mitglieder der Gestapo betrugen zwischen 1 und 2 Jahren Zuchthaus. Muth beteuerte in dem Prozeß, nicht der Hauptinformant der Gestapo gewesen zu sein. Dies scheint bei der Festlegung des Strafmaßes nicht berücksichtigt worden zu sein, dagegen wurde den Gestapomitgliedern die Kriegssituation zugute gehalten.“